# Dudhpokhari
Dudhpokhari (en népalais : दूधपोखरी) est une municipalité rurale du Népal située dans le district de Lamjung. Au recensement de 2011, elle comptait 10 975 habitants.
Elle regroupe les anciens comités de développement villageois de Dudhpokhari, Bichaur, Ilampokhari, Kolki et Gauda.